# دانيال بروغان
دانيال بروغان (بالإنجليزية: Danielle Brogan)‏ هي لاعبة كرة قدم أسترالية، ولدت في 28 يونيو 1988 في سيدني في أستراليا. شاركت مع منتخب أستراليا الوطني لكرة القدم للسيدات تحت 20 سنة ‏. أما مع النوادي، فقد لعبت مع Adelaide United FC (women) ‏.

## وصلات خارجية
- دانيال بروغان على موقع الاتحاد الدولي (مؤرشف)  (الإنجليزية)
- دانيال بروغان على موقع قاعدة بيانات كرة القدم.إي يو (الإنجليزية)
- دانيال بروغان على موقع Soccerway.com (الإنجليزية)